# Zalambdalestes
Zalambdalestes is een geslacht van uitgestorven vroege zoogdieren uit het Laat-Krijt. Er zijn twee soorten in het geslacht benoemd, beide gevonden op dezelfde locatie in Mongolië.

## Beschrijving
De beide soorten Zalambdalestes leken veel op een springspitsmuis en konden tot twintig centimeter lang worden. Het waren placentale zoogdieren met een lange, iets opgerichte snuit, grote ogen en kleine sterke poten. De achterste poten waren langer dan de voorste, met sterk verlengde voetbeentjes. De tenen konden niet tegenover elkaar geplaatst worden, waaruit valt af te leiden dat de dieren waarschijnlijk geen klimmers waren.

## Leefwijze
De grote ogen wijzen erop dat de dieren vermoedelijk 's nachts jaagden. De verlengde voetbeentjes aan de achterpoten maken aannemelijk dat ze dit deden door rennend en springend achter prooien aan te jagen, om die dan met de lange snijtanden te vangen.

## Vondsten
Beide soorten zijn uitsluitend bekend van collecties uit de Gobiwoestijn in Mongolië, waarvan de eerste zijn gedaan tijdens de Centraal-Aziatische Expedities (1921-1930). Van Zalambdalestes lechei, de typesoort, zijn zes collecties bekend, waaronder het holotype AMNH 21708, een gedeeltelijke schedel. De typelocatie is Shabarakh Usu (=Bajanzag), waar de fossielen werden gevonden in een eolische zandsteen daterend van het Campanien. Van de tweede soort, Zalambdalestes grangeri, zijn maar twee collecties bekend. Het holotype AMNH 21709 komt van dezelfde locatie als het holotype van Z. lechei, en is een gedeeltelijk skelet, bestaande uit de voorste helft van de schedel, geassocieerd met een deel van de onderkaak, en delen van het bekken en het dijbeen.